# 康基普申角
康基普申角（英語：Conception Point），是南極洲的海岬，位於科羅內申島北端，屬於南奧克尼群島的一部分，在1821年12月8日被發現，現時由南極條約體系管理。